# Arani
Arani (en quechua : Jarani) est une petite ville du département de Cochabamba, en Bolivie, et le chef-lieu de la province d'Arani. Elle est située à 55 km de Cochabamba. Sa population s'élevait à 3 512 habitants en 2001.

## Géographie
Arani est situé dans la plaine fertile du Vallo Alto, à une altitude de 2 747 m, sur le bord de la Cordillère orientale, qui s'élève à l'est de Arani à plus de 3 600 m d'altitude.

## Population
La population d'Arani s'élevait à 3 009 habitants au recensement de 1992 et 3 512 habitants selon le recensement de 2001.